# Autostrada A23 (Italia)
L'autostrada A23 Alpe-Adria o Palmanova-Tarvisio è un'autostrada italiana, lunga circa 120 km con percorso che si sviluppa interamente nella provincia di Udine: partendo da Palmanova, collega l'Italia all'Austria attraversando Udine tramite il confine di Coccau (comune di Tarvisio), per poi proseguire fino a Vienna come Süd Autobahn. Rappresenta uno dei principali collegamenti viari fra l'Italia e il centro Europa.
È gestita da due concessionarie: i primi 20 km, dalla A4 a Udine sud dalla Società Autostrade Alto Adriatico e nel restante percorso di 100 km da Udine sud sino al confine austriaco dove inizia la Autobahn A2, da Autostrade per l'Italia.

## Storia
Il tratto Palmanova-Udine Sud fu aperto il 30 luglio 1966, insieme al tratto Palmanova-Monfalcone dell'A4, dopo due anni di lavori. Il 3 agosto 1973 iniziarono i lavori sul tratto da Udine al casello della Carnia; il tratto da Udine ad Amaro venne aperto il 26 luglio 1979, quello da Amaro a Chiusaforte nel 1985 (con un'intersezione provvisoria con la SS 13 a Chiusaforte) mentre Tarvisio e il confine austriaco furono raggiunti il 3 luglio 1986. Il tratto tra Udine Nord e Udine Sud fu aperto nel 1988 dopo due anni di lavori.

### I viadotti e il terremoto 1976
Il tratto tra Gemona e il casello di Amaro-Tolmezzo era in costruzione durante il terremoto del Friuli del 1976. Nel tratto sorgono 3 principali viadotti: Tagliamento I, Somplago, che sovrasta il Lago di Cavazzo, e Tagliamento II.
Il viadotto Somplago viene definito "il capolavoro tecnico della A23" in quanto è il primo esemplare in Italia di un viadotto a trave continua con 20 campate (della lunghezza totale di 1320 m) realizzato con conci a sbalzo prefabbricati e dotato di ritegno longitudinale anti-sismico di tipo elastico. Fu completato poco prima del terremoto del 1976 e durante il terremoto fu notato come questo tipo di viadotto ricevesse sollecitazioni minori degli altri, costruiti con sezioni in calcestruzzo precompresso separate, oltre a dare un maggiore comfort di guida per l'assenza di giunti. Per ricordare l'eccezionale capolavoro tecnico che è stato ideato dagli ingegneri della Società Autostrade e l'importanza che questo dispositivo ha nella comunità carnica post-terremoto nella ricorrenza del 33º anniversario del terremoto e per elogiare l'importanza del primo viadotto antisismico costruito in Italia soli due anni prima del terremoto del Friuli, nel 2009 venne inaugurato all'ingresso dell'Orto Botanico d'Interneppo nel comune di Bordano il monumento all'Isolatore Sismico con vista del primo viadotto autostradale antisismico d'Italia.
Gli altri due viadotti, i Tagliamento I e II non ebbero una risposta antisismica uguale: nel viadotto Tagliamento II infatti i danni furono molto elevati, tali da distruggere una buona parte del viadotto in quanto la caduta delle travi precompresse danneggiarono i piloni, rendendo necessario posticipare l'inaugurazione del tratto Udine-Amaro di circa 3 anni. Anche il viadotto Tagliamento I ricevette comunque dei danni, anche se più lievi, nonostante fosse più vicino all'epicentro. Italstrade e Società Progettazioni Edili Autostradali (responsabili della costruzione per conto dell'IRI-Società Autostrade) chiamò numerosi esperti dell'epoca del cemento, tra cui l'ingegner Morandi, per poter analizzare le azioni sismiche sui ponti e iniziare a capire come prevenire i sisma; proprio per l'occasione furono effettuati dei test distruttivi alle campate di cemento precompresso del Tagliamento II danneggiate dal sisma. Alcuni resti di cemento precompresso emergono ancora oggi dal letto del fiume.

### Gli altri viadotti
Grazie a questi dati, tutti i successivi viadotti delle autostrade costruite dalla società Autostrade (principalmente A23, A27, A26 e quelli realizzati per gli ampliamenti con terza corsia della rete Società Autostrade) vennero realizzati a trave unica con isolatori antisismici. Solo dagli anni '90, comunque, questa tecnica venne estesa al di fuori delle autostrade costruite da Autostrade per l'Italia: alcuni esempi si trovano lungo i viadotti della Pordenone-Sacile costruiti all'inizio degli anni 1990 grazie all'emanazione delle "Istruzioni per la progettazione antisismica dei ponti con l’impiego di dispositivi isolatori/dissipatori".

## L'autostrada oggi
L'autostrada è a due corsie, tranne che per un breve tratto tra gli svincoli di Udine Nord e Sud ove vi sono tre corsie per senso di marcia. 
Questa direttrice è gestita da due società concessionarie: Società Autostrade Alto Adriatico e Autostrade per l'Italia. La competenza della prima inizia dallo svincolo con la A4 e arriva fino al cavalcavia della SS 13 che attraversa l'autostrada al km 18+550 (vicino al cavalcavia di Viale Venezia), mentre la competenza della seconda società prosegue da lì fino al confine con l'Austria.
Sulla tratta tra Pontebba e Palmanova sono presenti i dispositivi Safety Tutor per il controllo della velocità media. Sono obbligatorie le dotazioni invernali su tutta la tratta dal 15 novembre al 15 aprile.

### Percorso

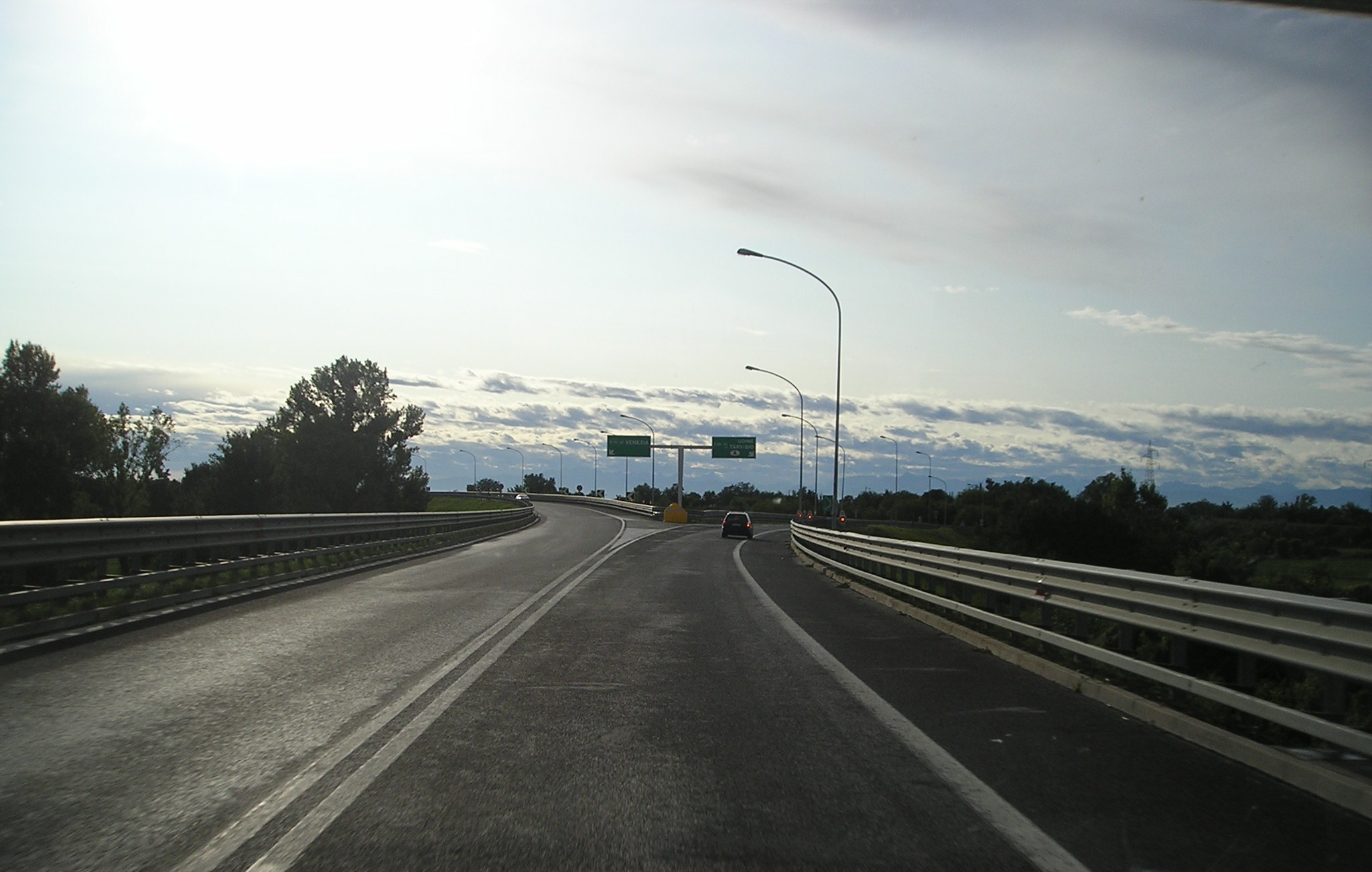
L'inizio dell'A23 a Palmanova

L'autostrada inizia dallo svincolo della A4 nelle vicinanze di Palmanova e prosegue per un intero tratto quasi rettilineo fino all'uscita di Udine Sud; da qui l'autostrada corre parallela alla tangenziale ovest (composta dal raccordo Udine sud e da una tratta della SS 13 Pontebbana) del capoluogo friulano e, superato l'abitato di Cormor Basso, l'autostrada diventa a 3 corsie per senso di marcia fino a poco prima del casello di Udine Nord.
Dopo lo stesso casello, in direzione Tarvisio, inizia il tratto collinare dell'autostrada, con dolci saliscendi lungo le colline moreniche della zona a Nord Ovest di Udine e qualche ponte su fiumi secondari e/o torrenti.

Poco prima dell'uscita Gemona-Osoppo, in località Ledra, a meno di 1km dall'autostrada, si trova l'epicentro del terremoto del Friuli del 1976. Le cime delle Alpi Carniche e delle Alpi Giulie sono decisamente più vicine. Poco dopo l'uscita di Gemona-Osoppo inizia il ponte Tagliamento I, che sovrasta il letto del fiume Tagliamento ed è lungo 1,259 m; inizia ora il tratto montuoso dell'autostrada, con le prime gallerie.

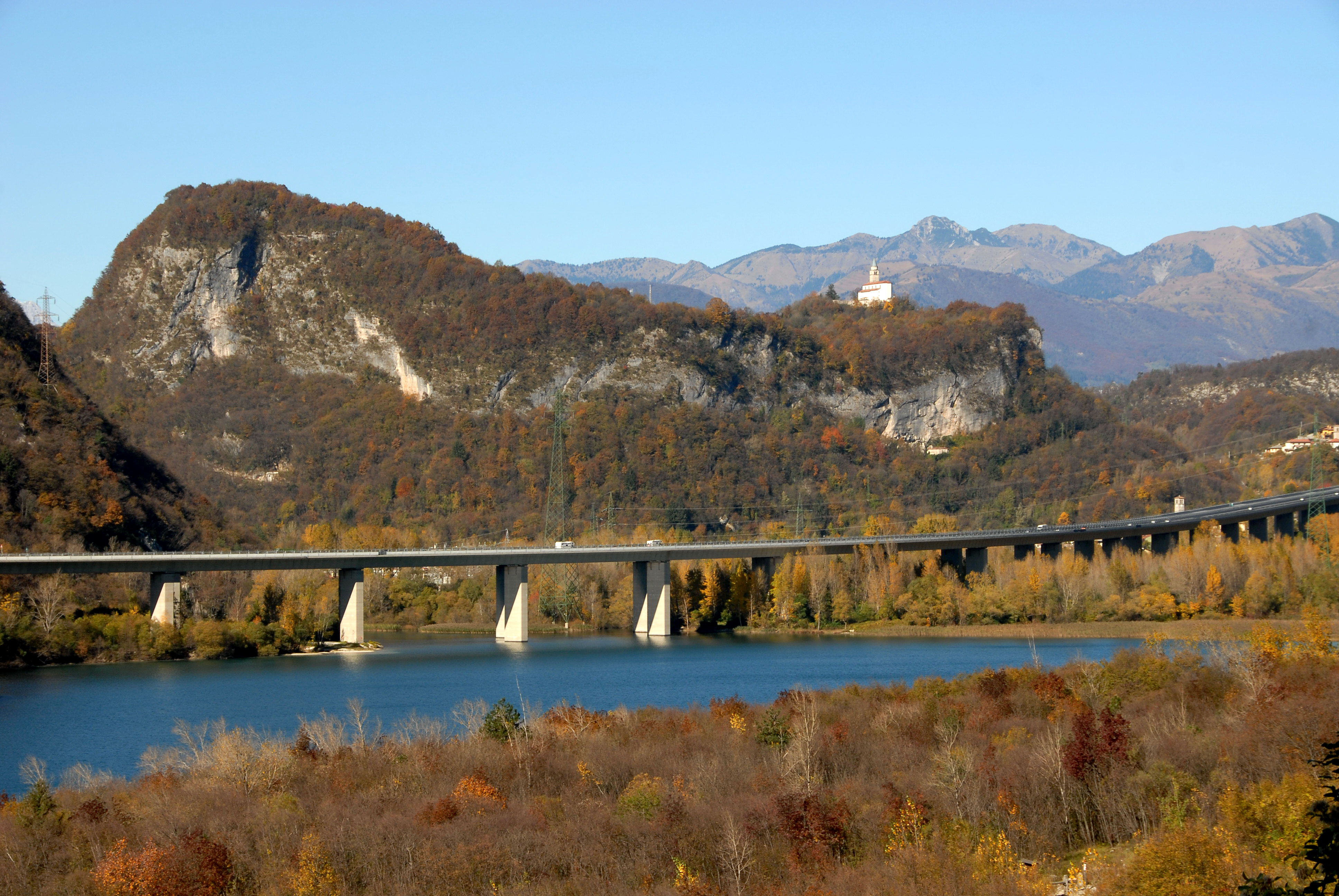
Veduta del viadotto Somplago sopra il Lago di Cavazzo

Percorrendo l'autostrada verso Tarvisio, sulla destra sono visibili le pendici del Monte Brancot e più a nord quelle del Monte San Simeone. In lontananza è visibile il ponte di Braulins sullo stesso fiume Tagliamento e il gruppo montuoso del Monte Plauris (appartenente alle Prealpi Giulie). 
In seguito, dopo aver costeggiato il Monte Brancot, s'imbocca la galleria Lago, lunga circa 1,6 km, per poi sboccare al di sopra del Lago di Cavazzo (o dei 3 Comuni) che viene attraversato da un lungo viadotto. Essendo la zona successiva allo sbocco della galleria soggetta frequentemente a vento forte, già all'imbocco i segnali di avvertenza relativi al vento forte consigliano in tal caso la velocità di 80 km/h.

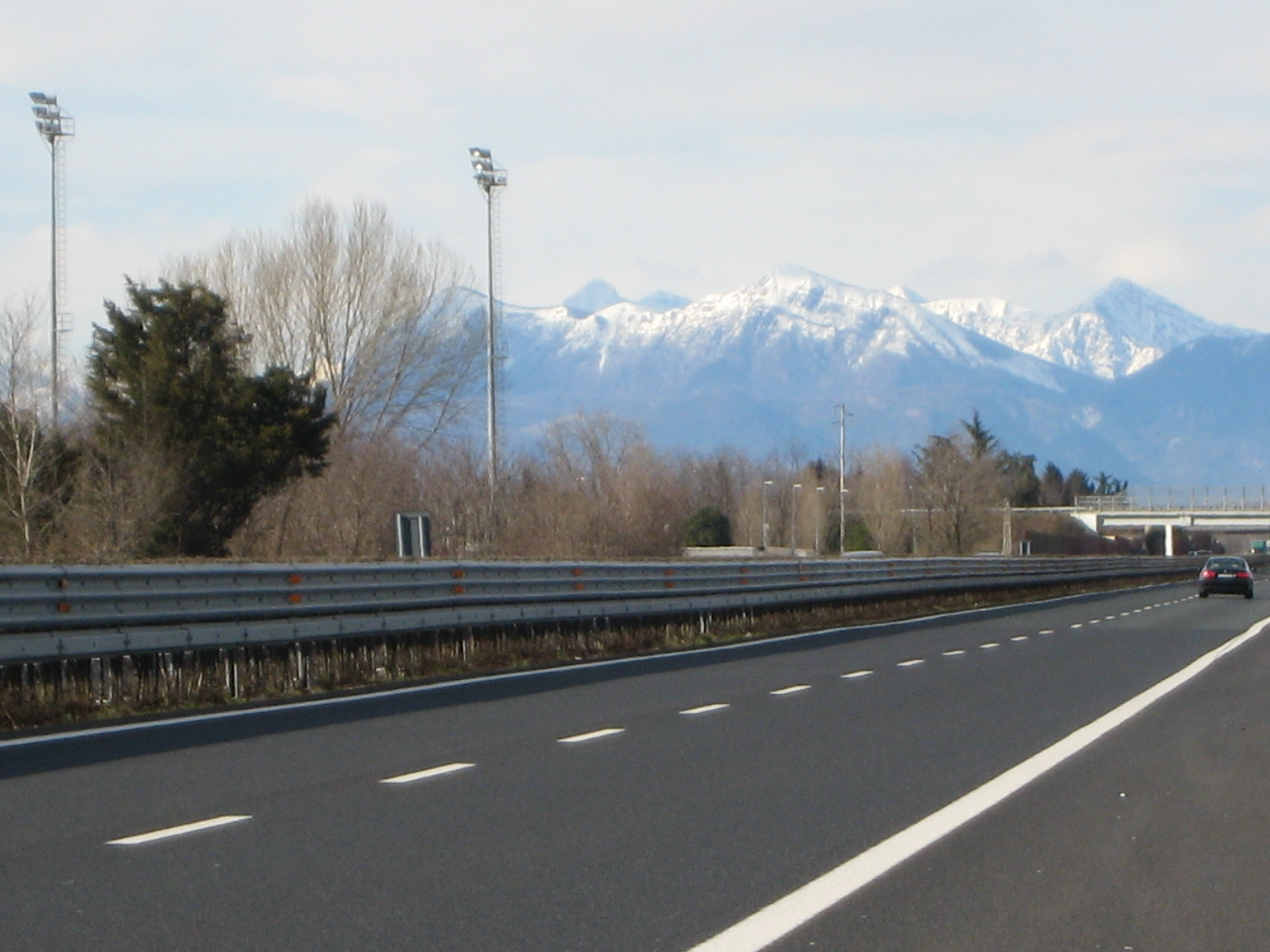
Le Alpi Giulie imbiancate viste da Udine sud

Il viadotto Somplago sovrasta il Lago di Cavazzo nella sua parte settentrionale, è lungo circa 1 km e in discreta salita ed è noto a tutti i tecnici per la sua caratteristica di essere il primo viadotto autostradale antisismico d'Italia e costruito poco tempo prima del terremoto del Friuli. Sulla sinistra è visibile la Pieve di Santo Stefano di Cesclans, mentre sulla destra le pendici del Monte Festa.
Pochi chilometri dopo l'uscita di Carnia Tolmezzo e pochi chilometri prima di oltrepassare l'abitato di Moggio Udinese, inizia la valle denominata Canal del Ferro, lungo la quale scorre il fiume Fella; l'autostrada la percorre tutta lungo numerose gallerie e viadotti.
Nei pressi del paese di Chiusaforte, l'autostrada scorre parallela al lato destro del fiume Fella e si avvicina allo sbocco della Val Raccolana.
Tra le uscite di Carnia", Tolmezzo e Pontebba, il Canal del Ferro è piuttosto stretto e si sono resi necessari numerosi viadotti e gallerie per l'attraversamento della valle.
Le gallerie presentano quasi tutte sviluppi piuttosto consistenti (tra 1 e 2 km; quella Pontebba è la più lunga di questo tratto, circa 2,3 km e completamente rettilinea).

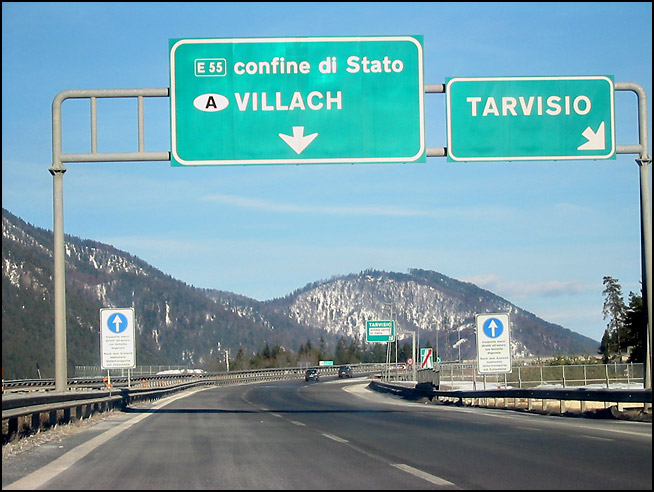
L'A23 nei pressi del confine di stato con l'Austria

L'uscita di Tarvisio sud, situata presso l'abitato di Camporosso verso il termine della Val Canale, è l'ultima uscita in Italia; lo svincolo di Tarvisio nord consente infatti solamente l'immissione in autostrada verso nord o l'uscita provenendo da nord. Sulla destra sono visibili i boschi delle pendici del Monte Lussari.
A 1 km dal confine di Stato con l'Austria, presso il valico di Coccau, l'autostrada e la strada statale 13 Pontebbana corrono parallele. Al confine di stato, da cui si prosegue in territorio austriaco sull'autostrada A2 (munendosi di apposita Vignette, necessaria per percorrere le autostrade austriache), non è più necessario fermarsi in virtù degli Accordi di Schengen.

### Strade europee
La A23 fa parte per tutta la sua lunghezza della Strada Europea E55, dorsale nord-sud che unisce Helsingborg in Svezia a Kalamáta in Grecia.

## Tabella percorso
| PALMANOVA - TARVISIO Autostrada Alpe-Adria |                                                   |        |       |           |                |
| Tipo                                       | Indicazione                                       | ↓km↓   | ↑km↑  | Provincia | Strada europea |
|                                            | Venezia-Trieste                                   | 0,0    | 119,9 | UD        |                |
|                                            | Area di servizio "Lumignacco" in costruzione      | 11+630 |       | UD        |                |
|                                            | Udine Sud Raccordo Udine Sud                      | 13+746 | 106   | UD        |                |
|                                            | Area di servizio "Zugliano"                       | 14+250 | 105   | UD        |                |
|                                            | Area di parcheggio "Santa Caterina"               | 16+820 |       | UD        |                |
|                                            | Udine Nord                                        | 26     | 93    | UD        |                |
|                                            | Area di parcheggio "Cormor"                       |        |       | UD        |                |
|                                            | Area di servizio "Ledra"                          | 37     | 82    | UD        |                |
|                                            | Area di parcheggio "Rio Gelato"                   |        |       | UD        |                |
|                                            | Gemona - Osoppo                                   | 45     | 74    | UD        |                |
|                                            | Carnia - Tolmezzo Carnica                         | 60     | 59    | UD        |                |
|                                            | Area di parcheggio "Carnia"                       |        |       | UD        |                |
|                                            | Area di parcheggio "Stavoli - Sachs"              |        |       | UD        |                |
|                                            | Area di servizio "Campiolo"                       | 68     |       | UD        |                |
|                                            | Area di parcheggio "Campiolo"                     |        | 51    | UD        |                |
|                                            | Area di parcheggio "Resia"                        |        |       | UD        |                |
|                                            | Chiusaforte (in progetto)                         |        |       | UD        |                |
|                                            | Area di parcheggio "Cadramazzo"                   |        |       | UD        |                |
|                                            | Pontebba                                          | 93     | 26    | UD        |                |
|                                            | Area di servizio "Fella"                          | 97     | 22    | UD        |                |
|                                            | Area di parcheggio "La Foresta"                   |        |       | UD        |                |
|                                            | Barriera Ugovizza                                 | 105    | 14    | UD        |                |
|                                            | Malborghetto-Valbruna                             | 105    | 14    | UD        |                |
|                                            | Tarvisio Sud                                      | 108    | 11    | UD        |                |
|                                            | Tarvisio Nord                                     | 115    | 4     | UD        |                |
|                                            | Confine di Stato: Austria Villach-Klagenfurt-Wien | 119,9  | 0,0   | UD        |                |

### Raccordo Udine Sud
Questa breve bretella permette di collegare le due tangenziali (Ovest e Sud) di Udine con il casello di Udine Sud, il raccordo comincia dal casello stesso dove, dopo qualche centinaio di metri, è possibile innestarsi sulla SS 676 tangenziale Sud oppure proseguire verso la tangenziale Ovest, il raccordo termina in corrispondenza dell'ex semaforo di Basaldella, ora rimosso in seguito al completamento dei lavori di interramento della tangenziale che impediscono la formazione degli ingorghi da parte dello stesso semaforo. Da qui la tangenziale ovest prosegue verso nord senza soluzione di continuità con la designazione di SS676 (e successivamente SS13 dopo lo svincolo per Viale Venezia).

#### Tabella percorso
| Raccordo Udine Sud |                                                  |      |      |           |
| Tipo               | Indicazione                                      | ↓km↓ | ↑km↑ | Provincia |
|                    | Palmanova-Tarvisio                               | 0,0  | 2,7  | UD        |
|                    | Barriera Udine Sud                               | 0,4  | 2,3  | UD        |
|                    | Gorizia-Manzano-Buttrio Tangenziale Sud di Udine | 0,9  | 1,8  | UD        |
|                    | Basaldella Tangenziale Sud di Udine              | 2,7  | 0,0  | UD        |